# Aïn Bessem (distrito)
Aïn Bessem é um distrito localizado na província de Bouira, Argélia, e cuja capital é a cidade de mesmo nome, Aïn Bessem.[carece de fontes?]